# Maison Bénard
Pour les articles homonymes, voir Bénard.
La maison Bénard est une maison de style Art nouveau construite à Liège par l'architecte Paul Jaspar en 1895.

## Situation
La maison de l'imprimeur Auguste Bénard (1854-1907) se situe dans le centre de Liège au no 13/15 de la rue Lambert-le-Bègue menant du boulevard de la Sauvenière au quartier de la gare de Liège-Jonfosse.

## Historique
Cette construction de Paul Jaspar est considérée comme étant la première réalisation d'un immeuble de style Art nouveau à Liège. Elle date de 1895 soit deux années seulement après la construction du premier immeuble de ce style : l'hôtel Tassel par Victor Horta à Bruxelles. L'architecture de la Maison Bénard aurait été fortement influencée par celle de la maison personnelle de l'architecte bruxellois Paul Hankar qui était le beau-frère de Paul Jaspar.

## Description

### La façade
La façade initiale est formée de deux travées asymétriques et de trois niveaux. 
À gauche de ces deux travées, se trouve un porche constitué d'un arc brisé et légèrement outrepassé qui sera souvent repris dans les œuvres de Paul Jaspar. Ce porche était initialement surmonté d'un sgraffite représentant une dame assise un livre à la main faisant référence au métier d'imprimeur du propriétaire. Par la suite, des transformations ont ajouté trois niveaux au-dessus de ce porche et le sgraffite fut remplacé par des fenêtres..
Le soubassement de la maison est composé de pierres calcaires vitrifiées dans la masse et de pierres de taille. Le reste de l'immeuble est bâti en brique rouge mais entrecoupé par un bandeau de pierre bleue à hauteur de la baie du premier niveau. 
La travée de gauche est la plus représentative du style art nouveau. Un oriel reposant sur des consoles de pierres de taille supporte un petit balcon ouvragé. L'oriel est prolongé au niveau supérieur par des deux piliers rejoignant une audacieuse corniche très avancée.
La porte d'entrée en bois clair est sculptée de neuf grandes alvéoles rectangulaires aux coins arrondis. Elle est très ressemblante à la porte d'entrée de la Maison Charles Magnette réalisée par le même architecte.

### L'intérieur
Le mobilier initial de la Maison Bénard a été montré lors de l'exposition dédiée à Paul Jaspar au Grand Curtius jusqu'au 25 octobre 2009. Outre le mobilier, il existe aussi une cheminée avec carrelages en céramique et des vitraux représentant un vol de canards.

## Source
- Sébastien Charlier et Monique Merland, « L'architecte Paul Jaspar (1859-1945): patrimoine et modernité : Une exposition au Grand Curtius de Liège », Les Cahiers de l’Urbanisme, no 73,‎ septembre 2009, p. 78-80 (lire en ligne)